# Terua vallicola
Terua vallicola é uma espécie vegetal da família Fabaceae.
Apenas pode ser encontrada nas Honduras.